# Novo Dicionário da Língua Portuguesa
Het Novo Dicionário da Língua Portuguesa, oorspronkelijk gespeld als Nôvo Diccionário da Língua Portuguêsa in 1899, is een belangrijk Portugees woordenboek geschreven door Cândido de Figueiredo. Het werd oorspronkelijk uitgegeven door Livraria Editôra Tavares Cardoso & Irmão en kende herhaalde herdrukken door verschillende uitgevers tot de 25e editie in 1996. Na de dood van de auteur in 1925 en het publiek domein komen van de 1913-editie in 2000, werd het gedigitaliseerd door vrijwilligers tussen 2007 en 2010. Het werd vervolgens op het Project Gutenberg gepubliceerd op 8 maart 2010. Het resultaat van deze digitalisering vormde de basis voor de website Dicionário Aberto, die, met enkele aanpassingen en correcties, fungeert als een doorzoekbaar online woordenboek onder een Creative Commons-licentie.